# Isaac Newton Lewis
Isaac Newton Lewis (New Salem, 12 ottobre 1858 – Hoboken, 9 novembre 1931) è stato un militare statunitense.
Perfezionò la famosa mitragliatrice Lewis, una delle armi statunitensi più usate durante la prima guerra mondiale.